# Vesicomyidae
Famille
Vesicomyidae est une famille de  mollusques bivalves marins.

## Liste des genres
Selon ITIS:
- genre Calyptogena Dall, 1891
- genre Vesicomya Dall, 1886

Selon WRMS :
- genre Callogonia Dall, 1891
- genre Calyptogena Dall, 1891
- genre Vesicomya Dall, 1886
- genre Waisiuconcha